# Gavriukhino
Gavriukhino (en rus: Гаврюхино) és un poble del krai de Perm, a Rússia, que en el cens del 2010 tenia 21 habitants.